# Phoradendron obtusissimum
Phoradendron obtusissimum là một loài thực vật có hoa trong họ Santalaceae. Loài này được (Miq.) Eichler miêu tả khoa học đầu tiên năm 1868.